# University of New Mexico

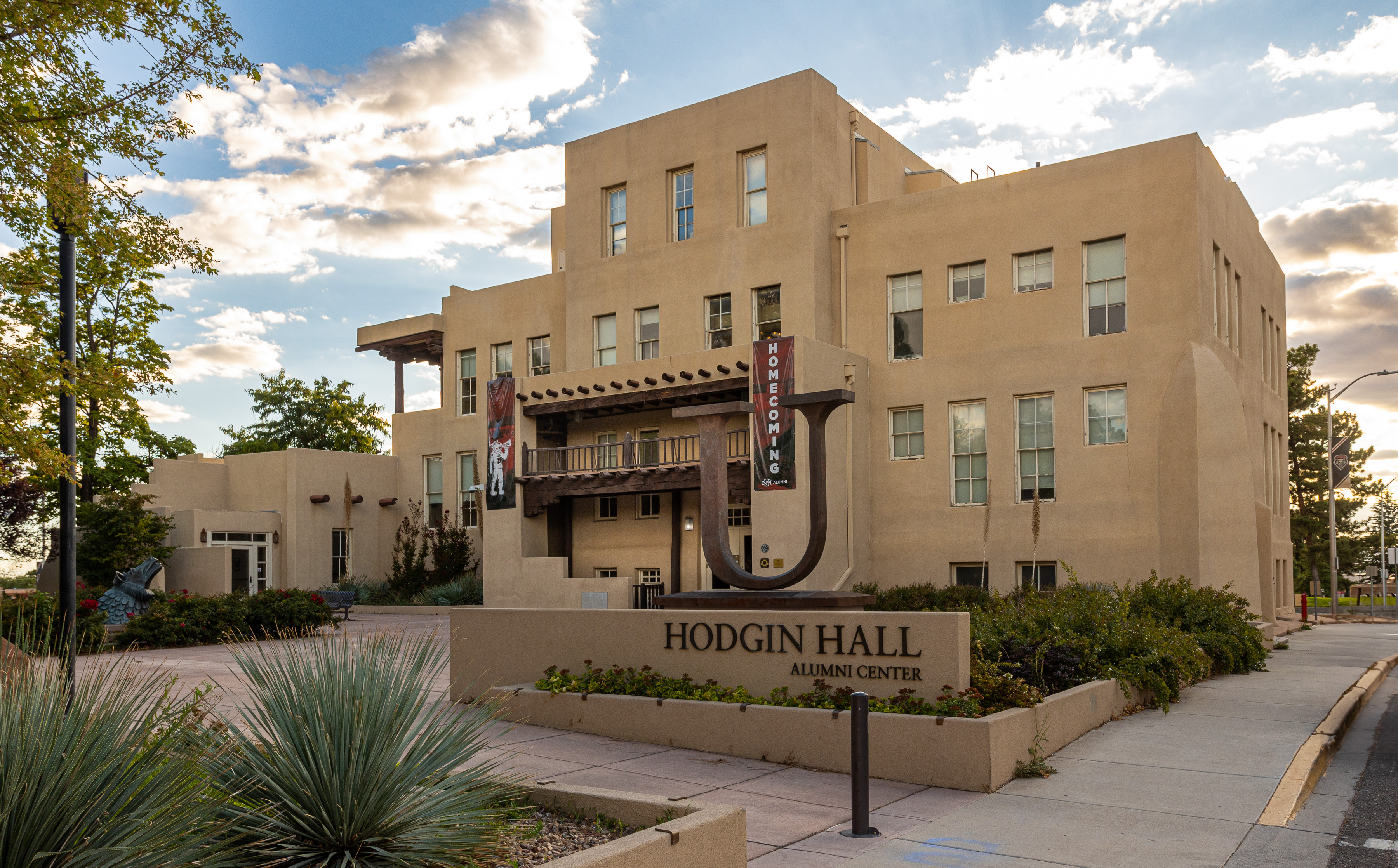
Hodgin Hall

 Die University of New Mexico (UNM) ist eine staatliche Universität in Albuquerque im US-Bundesstaat New Mexico. Neben dem Hauptcampus in Albuquerque unterhält die Hochschule Außenstellen in Gallup, Los Alamos, Taos und Valencia County. Die Universität wurde 1889 gegründet. 2005 waren an der Universität 24.092 Studenten eingeschrieben.

## Geschichte
Die University of New Mexico wurde am 28. Februar 1889 durch die gesetzgebende Versammlung des Territoriums von New Mexico gegründet. Bernard Shandon Rodey, ein Richter des Territoriums von New Mexico, drängte auf Albuquerque als Standort der Universität. Elias S. Stover wurde der erste Präsident der Universität und im folgenden Jahr wurde das erste Gebäude der Universität, Hodgin Hall, eröffnet.
Die University of New Mexico begann 1892 mit dem Unterricht, wobei der Schwerpunkt auf einem Lehrplan für Geisteswissenschaften, Wissenschaften, Literatur und Lehrerausbildung lag. Die juristische Fakultät wurde 1947 und die medizinische Fakultät 1964 eröffnet.
Der dritte Präsident der UNM, William G. Tight, der von 1901 bis 1909 im Amt war, führte viele Programme für Studenten und Fakultäten ein, darunter die erste Bruderschaft und Schwesternschaft. Tight stellte die Pueblo-Revival-Architektur vor, für die der Campus bekannt geworden ist. Während der Amtszeit von Tight wurde das erste Gebäude im Pueblo-Revival-Stil auf dem Campus, das Estufa, errichtet, und die Hodgin Hall im viktorianischen Stil wurde verputzt, um ein Denkmal für die Kultur der Pueblo-Indianer zu schaffen.
Im Jahr 1922 wurde die Universität von der North Central Association of Colleges and Schools akkreditiert. Während dieser Zeit wurden weitere Einrichtungen für die Universität gebaut, aber unter der Amtszeit von James F. Zimmerman, dem siebten Präsidenten der Universität, erlebte die Universität ihre erste größere Erweiterung. Unter Zimmerman wurden viele neue Gebäude gebaut, die Zahl der Studenten stieg, neue Abteilungen wurden hinzugefügt und eine größere Unterstützung für die wissenschaftliche Forschung generiert.

## Sport
Das Sportteam der UNM sind die Lobos. Die Universität ist Mitglied der Mountain West Conference. Das Basketballteam ist gemeinsam mit der American Football Mannschaft das sportliche Aushängeschild der Universität. Es spielt in einer der berühmtesten und traditionsreichsten College Arenen der USA, die „The Pit“ genannt wird.

## Persönlichkeiten

### Professoren
- Murray Gell-Mann (1929–2019), Nobelpreisträger Physik
- Lewis Binford (1931–2011), Archäologe
- William Croft (* 1956), Linguist
- Nancy B. Jackson (1956–2022), Chemikerin und Hochschullehrerin

### Absolventen
- Michael Cooper (* 1956), Basketballspieler
- Robert Creeley (1926–2005), Dichter
- Danny Granger (* 1983), Basketballspieler
- J. R. Giddens (* 1985), Basketballspieler
- Janice Gould (1949–2019), Koyangk'auwi (Konkow, Concow) Maidu – Autorin und Gelehrte
- Tony Hillerman (1925–2008), Schriftsteller
- Ibrahim Hussein (* 1958), Marathonläufer
- Elizabeth Lapovsky Kennedy (* 1939), Autorin, Anthropologin, Frauenrechtlerin und LSBT-Aktivistin
- Luc Longley (* 1969), australischer Basketballspieler
- Kathy Lueders, Ingenieurin und Betriebswirtin
- Judith Nakamura (* 1960),  US-amerikanische Richterin und ehemalige oberste Richterin des Obersten Gerichtshofs von New Mexico
- Jaune Quick-to-See Smith (1940–2025), indigene Künstlerin und Aktivistin
- Robert ParkeHarrison (* 1968), Fotograf
- Don Perkins (1938–2022), Footballspieler
- Margaret Stratton (* 1953), Fotografin und Videokünstlerin
- Brian Urlacher (* 1978), Footballspieler
- Fred Wah (* 1939), kanadischer Dichter, Schriftsteller und ehemaliger Hochschullehrer
- Rodney Wallace (1949–2013), US-amerikanischer American-Football-Spieler
- Debra Anne "Deb" Haaland (* 1960), US-amerikanische Politikerin der Demokratischen Partei